# Japanamax
Con il termine Japanamax si intendono quelle navi le cui dimensioni permettono loro di attraccare a tutti i porti destinati alla movimentazione dei cereali del Giappone.  Il limite dimensionale è dato dalla lunghezza che non deve superare i 225 m.
Questa tipologia di navi venne inizialmente sviluppata nei cantieri di Oshima e la loro costruzione può vantare diverse innovazioni. Tra le principali il sistema di costruzione detto Hy-Con. Secondo questa tecnologia solo le estremità dello scafo sono costituite da uno scafo doppio mentre nella restante parte lo scafo è singolo. In questo modo si riesce a costruire una struttura solida e nello stesso tempo più economica.